# 建物更生共済
建物更生共済（たてものこうせいきょうさい）は、JA共済連が販売する、建物、家財を保障する共済である。
建更（たてこう）と略称される。

## 特徴
- 損害保険のひとつで、原則掛け捨てである火災保険とは異なり、満期時には満期共済金、満期時割り戻し金、据置割り戻し金が受け取れる。
- 保障期間中定期的に修理費共済金を受け取れるプラン【修理費給付特約】（但しこれは満期共済金の先取りに相当する）もある。
- 地震などの自然災害による損害もカバーされており、保障金額（火災共済金額）の半額を保障している。

## 留意点
- 組合員以外の加入には一定の制限がある。これは元々農家のための保険になっているからである。